# داني بينو
داني بينو (بالإنجليزية: Danny Pino)‏ هو ممثل أمريكي، ولد في 15 أبريل 1974 بميامي في الولايات المتحدة.

## أعمال

### مسلسلات
- الوحدة الخاصة للضحايا
- نيويورك
- كولد كيس

## وصلات خارجية
- داني بينو على موقع IMDb (الإنجليزية)
- داني بينو على موقع روتن توميتوز (الإنجليزية)
- داني بينو على موقع ألو سيني (الفرنسية)
- داني بينو على موقع أول موفي (الإنجليزية)
- داني بينو على موقع قاعدة بيانات الأفلام السويدية (السويدية)
- داني بينو على موقع إن إن دي بي (الإنجليزية)
- داني بينو على موقع قاعدة بيانات الفيلم (الإنجليزية)
- داني بينو على موقع كينوبويسك (الروسية)